# Waldow/Brand
Waldow/Brand ist ein Ortsteil der Gemeinde Schönwald im Landkreis Dahme-Spreewald in Brandenburg. Bis zur Zusammenlegung mit der Gemeinde Schönwalde am 31. Dezember 2001 war Waldow/Brand eine eigenständige Gemeinde, die vom Amt Unterspreewald verwaltet wurde.

## Lage
Waldow/Brand liegt in der Niederlausitz knapp zehn Kilometer nordöstlich von Golßen. Umliegende Ortschaften sind der zur Gemeinde Rietzneuendorf-Staakow gehörende Ortsteil Staakow im Norden, Schönwald im Osten, die zur Gemeinde Bersteland gehörenden Ortsteile Freiwalde und Reichwalde im Südosten, die Golßener Gemeindeteile Gersdorf im Süden und Prierow im Südwesten sowie Rietzneuendorf im Nordwesten.
Durch Waldow/Brand verläuft die Kreisstraße 6147. Südlich der Gemarkung von Waldow/Brand verläuft die Bundesstraße 115 von Lübben nach Jüterbog. Des Weiteren verläuft die Bundesautobahn 13 nördlich der Ortslage, deren PWC-Anlage Bugkgraben in der Gemarkung von Waldow/Brand liegt. Die nächstgelegenen Autobahnanschlussstellen sind Staakow und Freiwalde.
Zu Waldow/Brand gehört der Wohnplatz Forsthaus Schenze.

## Geschichte
Waldow/Brand wurde um das Jahr 1200 von deutschen Siedlern gegründet. Im Jahr 1346 wurde der Ort als Waldo erstmals urkundlich erwähnt. Waldow/Brand ist der einzige Ort in der Kirchengemeinde Waldow, die zur Evangelischen Kirche Berlin-Brandenburg-schlesische Oberlausitz gehört. Der Zusatz /Brand dient der Unterscheidung zu Waldow in der Gemeinde Spreewaldheide.
Die Dorfkirche in Waldow wurde vermutlich um das Jahr 1709 als Fachwerkgebäude errichtet. Die Kirche wird beim Brandenburgischen Landesamt für Denkmalpflege als Baudenkmal geführt. Um 1879 gehörte das Gut Waldow der Familie Fuhrmann, Größe 1075,16 ha. Hans Georg Oeder war vor dem Ersten Weltkrieg Eigentümer des Rittergutes Waldow mit Neue Schanze und Vorwerk Schäferei. Ihm zur Seite stand der Administrator Hans Loycke als Verwalter, was dafür spricht, dass eine höhere Kreditbelastung seitens eines Finanzgebers (Ritterschaftsbank/ Märkische Landschaft genannt.) vorlag.
Nach dem Wiener Kongress kam Waldow/Brand mit der gesamten Niederlausitz an das Königreich Preußen und gehörte zum Kreis Luckau. Letzter Gutsbesitzer war Friedrich von Philipsborn (1886–1945), dem mit Klemzig auch ein Gut in Ostbrandenburg gehörte. Philipsborn, er stammte aus einem 1880 spät geadelten zweiten Familienzweig derer von Philipsborn, war mit Mary-Anne Schlief verheiratet, das Paar hatte vier Töchter, Lilian hätte beide Güter geerbt. Das güterliche Besitztum umfasste vor der großen Wirtschaftskrise 1075 ha. Der betriebliche Hauptschwerpunkt war die Schafszucht mit 120 Tieren in den Stallungen. Weiter erwähnt das letzte publizierte Landwirtschaftliche Adressbuch eine Geflügelzucht und eine moderne Maschinenausrüstung mit Dampfpflug, Schlepper und eigener Feldbahn.
Am 25. Juli 1952 wurde die Gemeinde dem neu gebildeten Kreis Lübben im Bezirk Cottbus zugeordnet. Nach der Wende lag Waldow/Brand im Landkreis Lübben in Brandenburg. Am 26. Oktober 1992 schloss die Gemeinde sich dem Amt Unterspreewald an. Nach der Kreisreform in Brandenburg am 6. Dezember 1993 kam Waldow/Brand schließlich zum neu gebildeten Landkreis Dahme-Spreewald. Am 31. Dezember 2001 wurde Waldow/Brand nach Schönwald eingemeindet.

## Bevölkerungsentwicklung
| 1875 | 583 | 1939 | 458 | 1981 | 431 |
| 1890 | 513 | 1946 | 722 | 1985 | 408 |
| 1910 | 474 | 1950 | 707 | 1989 | 387 |
| 1925 | 476 | 1964 | 466 | 1995 | 377 |
| 1933 | 460 | 1971 | 480 | 2000 | 382 |

## Tourismus
Waldow/Brand liegt nur knapp neun Kilometer vom Freizeitpark Tropical Islands entfernt. Des Weiteren liegt in Waldow/Brand die Rennstrecke Spreewaldring Training Center. Durch den Ort führt der Gurken-Radweg.